# Bogda Shan
Bogda Shan är en bergskedja i Kina. Den ligger i den autonoma regionen Xinjiang, i den nordvästra delen av landet, omkring 170 kilometer öster om regionhuvudstaden Ürümqi.
Genomsnittlig årsnederbörd är 271 millimeter. Den regnigaste månaden är juni, med i genomsnitt 44 mm nederbörd, och den torraste är mars, med 10 mm nederbörd.